# .30 Carbine

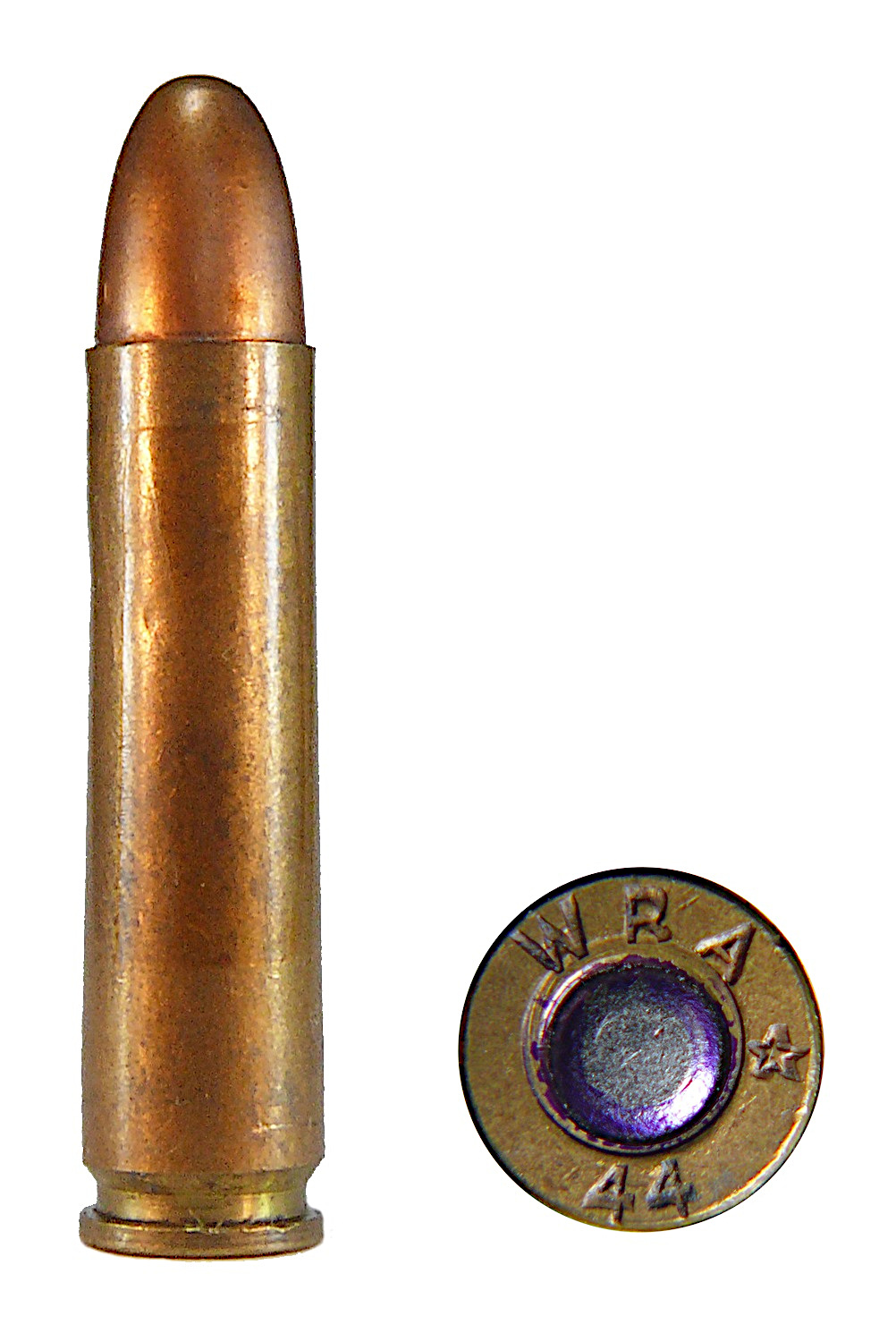
O cartucho .30 Carbine original da Winchester.

O .30 Carbine (7,62×33mm) é um cartucho de fogo central para rifles e carabinas, sem aro em formato "cilíndrico", projetado para uso na carabina M1 introduzida na década de 1940, um cartucho leve projetado para ser disparado do cano de 18 polegadas (457 milímetros) da carabina M1.

## Histórico

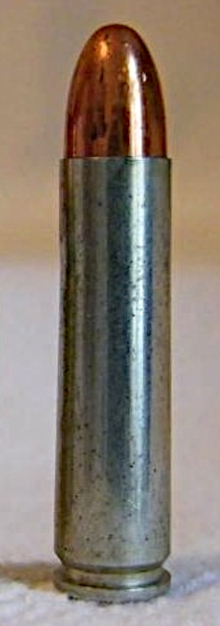
Um cartucho .30 Carbine.

Pouco antes da Segunda Guerra Mundial, o Exército dos EUA iniciou um projeto de "rifle leve" para fornecer ao pessoal de apoio e às unidades da área de retaguarda uma arma com mais poder de fogo e precisão do que a pistola M1911A1 em .45 ACP padrão e metade do peso do fuzil M1 Garand padrão em .30-06 ou a submetralhadora Thompson em .45 ACP.
O cartucho Carbine .30 foi desenvolvido pela Winchester e é basicamente uma versão calibre .30 sem aro (7,62 mm) do cartucho ".32 Winchester Self-Loading" muito mais antigo de 1906 introduzido para o rifle Winchester Model 1905. (O estojo relativamente reto do .30 Carbine e a bala de ponta redondo levam alguns a acreditar que ele foi projetado para uso em pistolas.) O .30 Carbine usa uma bala mais leve (110 grãos contra 165 grãos) e pólvora aprimorada. Como resultado, ele tem velocidade de saída aproximadamente 41% maior com 27% mais energia de impacto do que o cartucho original .32 WSL.
No início, a Winchester foi encarregada de desenvolver o cartucho, mas não apresentou um design de carabina para ele. Outras empresas e designers individuais enviaram vários designs de carabinas, mas a maioria dos protótipos não era confiável ou estava totalmente fora do peso ideal de cinco libras. O Major de Artilharia do Exército Rene Studler convenceu a Winchester de que o rifle Winchester M2 .30-06, um projeto iniciado por Ed Browning e aperfeiçoado pelo engenheiro da Winchester Marshall "Carbine" Williams, poderia ser reduzido para usar o cartucho .30 Carbine. O resultado foi a carabina M1.
A carabina M1 foi distribuída para oficiais de infantaria; e equipes de metralhadoras, artilharia, tripulações de tanques, pára-quedistas, e pessoal de linha de comunicação no lugar do maior e mais pesado M1 Garand. A arma foi originalmente distribuída com um carregador destacável de 15 cartuchos. A carabina e o cartucho não se destinavam a servir como arma primária de infantaria, nem eram comparáveis aos cartuchos intermediários mais poderosos desenvolvidos posteriormente para fuzis de assalto. A carabina M2 foi introduzida no final da Segunda Guerra Mundial com um interruptor de fogo seletivo, permitindo o disparo totalmente automático opcional em uma taxa bastante alta (850–900 tpm) e um carregador de 30 tiros.
As carabinas M1 e M2 continuaram em serviço durante a Guerra da Coréia. Uma avaliação do pós-guerra do Exército dos EUA relatou que "aqui praticamente não há dados que sustentem a precisão da carabina em distâncias superiores a 50 metros. O registro contém alguns exemplos de tiros de carabina derrubando um soldado inimigo a esta distância ou talvez um pouco mais. Mas eles são tão poucos em número que nenhuma conclusão geral pode ser tirada deles. Onde o fogo de carabina provou efeito mortal, aproximadamente 95 por cento das vezes o alvo foi lançado a menos de 50 jardas". A avaliação também relatou que "comandantes notaram que foram necessários dois a três combates, pelo menos, para colocar seus homens no recurso automático da carabina, de modo que eles não desperdiçassem muito munição sob o primeiro impulso de combate. Por experiência, eles viria a lidar com isso de forma semiautomática, mas levou um prolongado endurecimento da batalha para trazer esse ajuste na equação humana".

## Dimensões

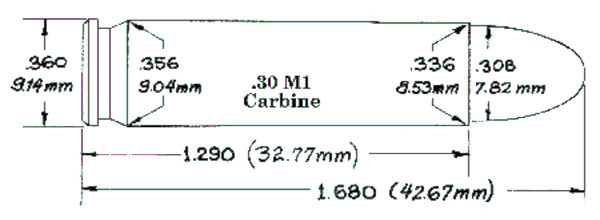

## Desenvolvimento
As especificações do Exército dos EUA para o novo cartucho exigiam que o calibre fosse maior que 0,27, com um alcance efetivo de 300 jardas ou mais, e uma ordenada de trajetória de médio alcance de 18 polegadas (460 mm) ou menos a 300 jardas. Com esses requisitos em mãos, Edwin Pugsley de Winchester escolheu projetar o cartucho com uma bala de calibre .30, 100-120 grãos a uma velocidade de 2.000 pés por segundo (610 m / s). Os primeiros cartuchos foram feitos virando para baixo os aros em caixas .32SL e carregando com balas de calibre .308 que tinham um perfil semelhante aos das balas ACP militares dos EUA .45. Os primeiros 100.000 cartuchos fabricados foram carimbados com ".30 SL" (para "auto-carregamento").

Alguns exemplares do .30 Carbine fabricados nos Estados Unidos
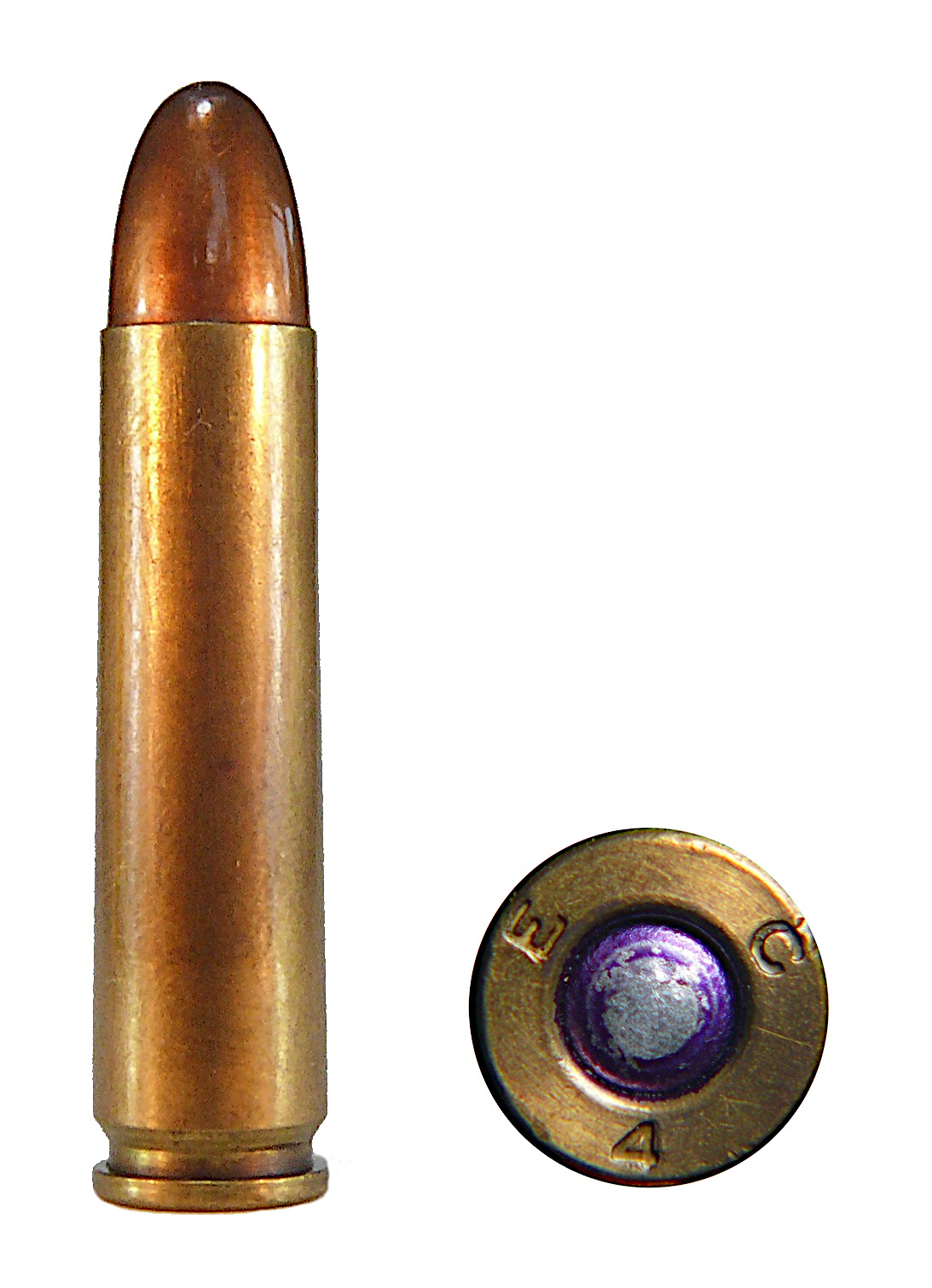
Ball M1 Evansville Chrysler
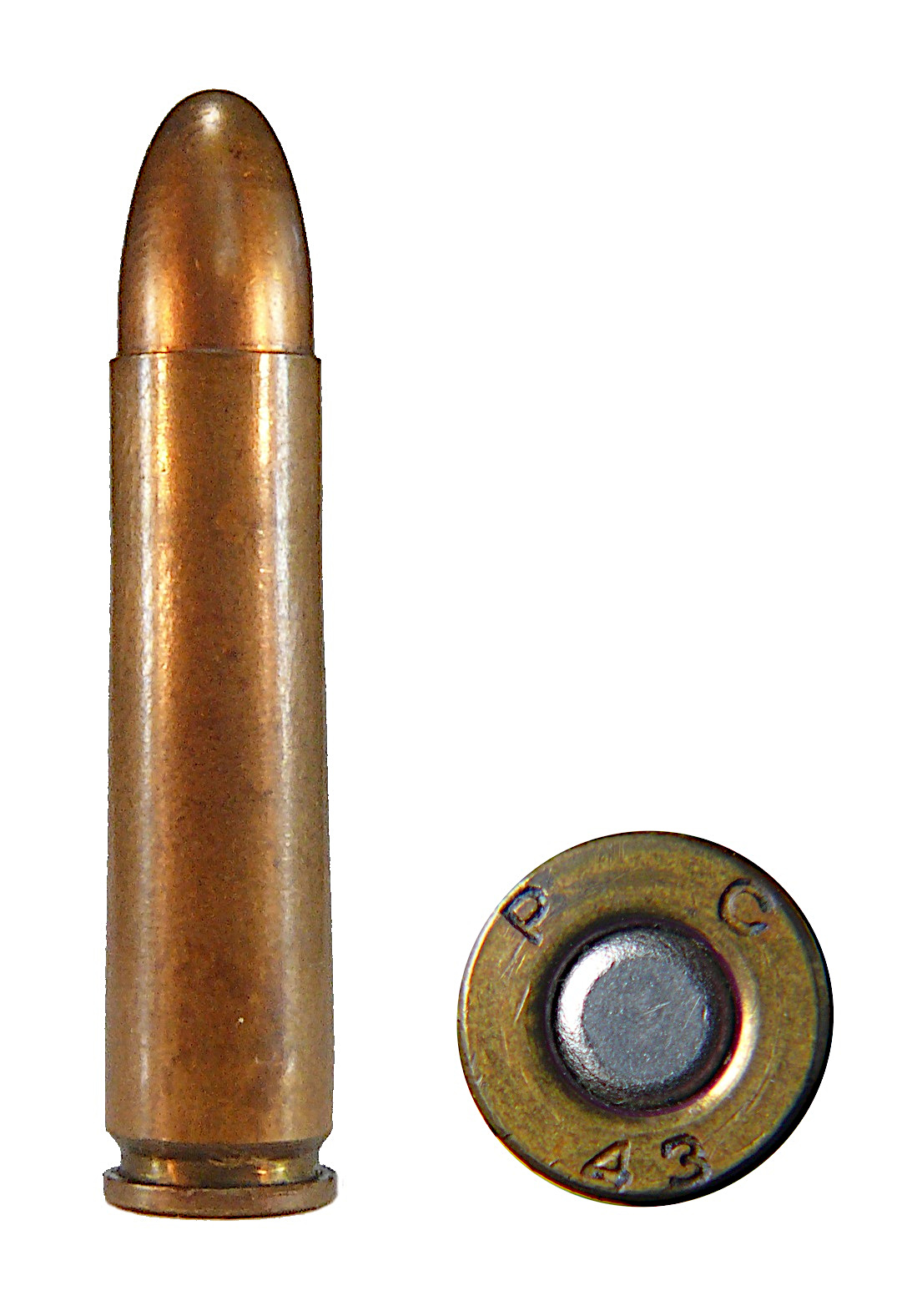
Ball M1 Peters Cartridge Co.
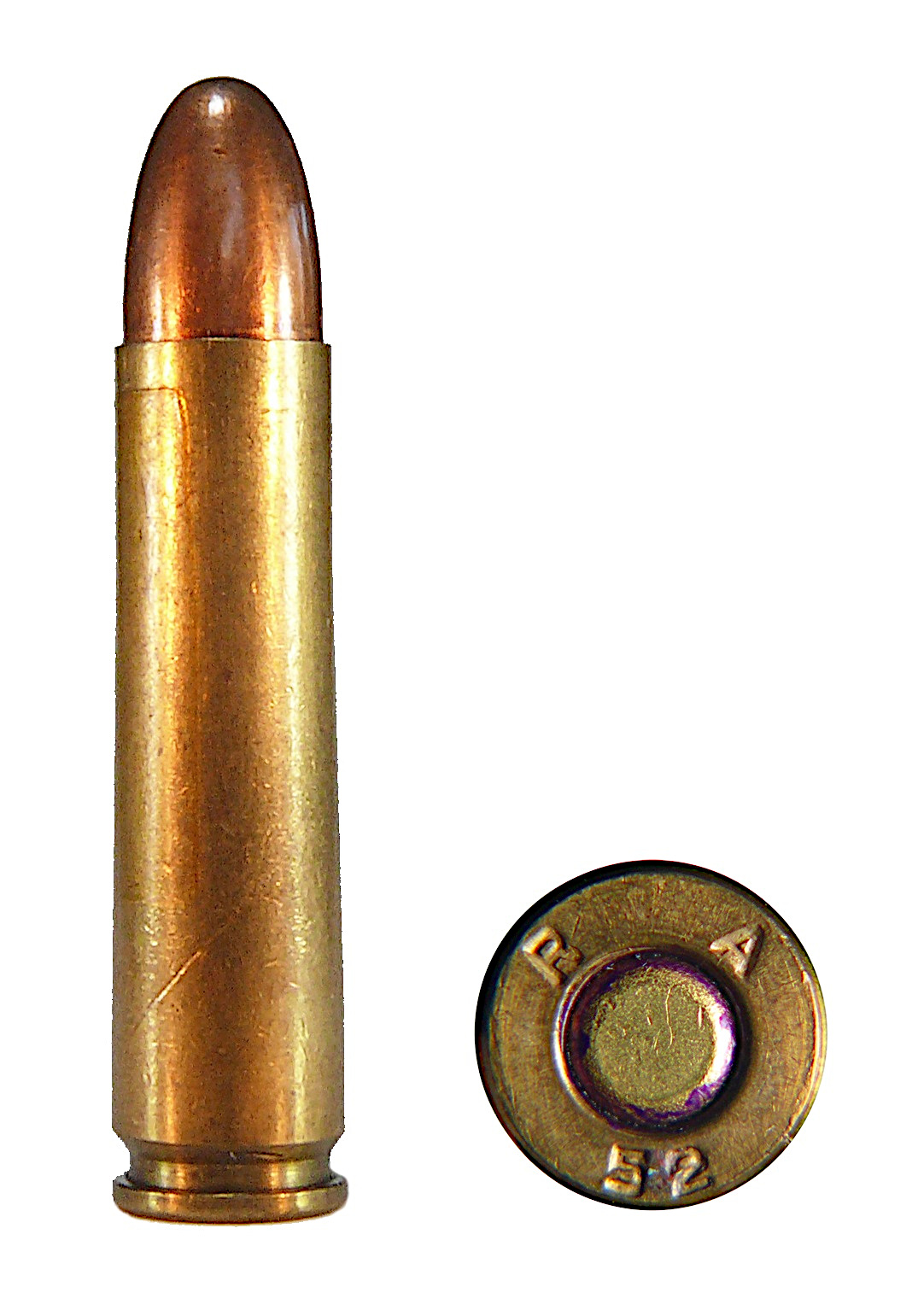
Ball M1 Remington Arsenal
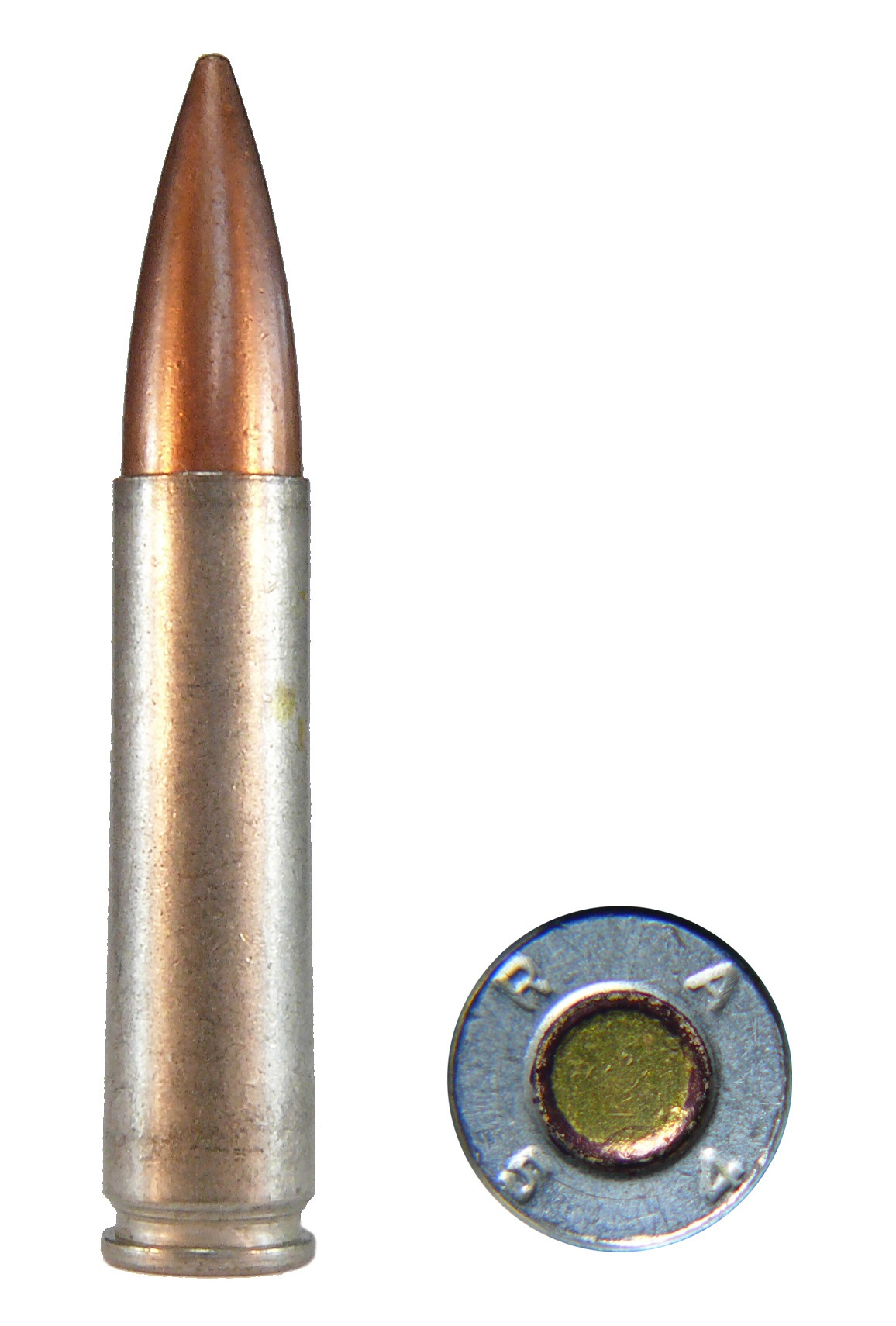
High Pressure Test M18 Remington Arsenal

## Uso civil
A popularidade da carabina M1 para caça, uso esportivo e reencenação resultou na contínua popularidade civil do cartucho Carbine .30. Para caça, é considerado um cartucho para caça de pequeno a médio porte. Com milhões de carabinas M1 excedentes ainda pertencentes a civis, a munição continua a ser usada para esses fins.

## Em armas de mão
Uma série de revólveres foram equipados para munição .30 Carbine. Em 1944, a Smith & Wesson desenvolveu um revólver ejetor de mão para disparar o .30 Carbine tendo disparado 1.232 tiros sem incidentes. De um cano de quatro polegadas (102 mm), ele lançou o projétil ogival GI padrão a 1.277 pés/s (389 m/s), produzindo um agrupamento médio de 4,18 polegadas (106 mm) a 25 jardas (23 m); os militares decidiram não adotar o revólver. A força da explosão é a característica mais frequentemente mencionada do cartucho .30 Carbine disparado por uma arma curta.
Em 1958, a empresa de vida curta "J. Kimball Arms Co." produziu uma pistola calibre .30 Carbine que se assemelhava a uma pistola High Standard Field King .22 ligeiramente aumentada. O revólver Ruger Blackhawk com câmara para o .30 Carbine está nos catálogos desde o final dos anos 1960. As munições padrão emitidas pelo governo desenvolvem mais de 1.500 pés/s (460 m/s), com cargas de fábrica e cargas manuais produzindo velocidades semelhantes.
A "Plainfield Machine Corp." fabricou uma pistola calibre .30 de 1964 a 1983 chamada de "Enforcer". Embora semelhante à carabina M1, não tinha coronha, o que a tornava uma pistola segundo a legislação. Vendido para a Iver Johnson em 1983, o Enforcer continuou em produção até 1986. Outras pistolas com câmara para este cartucho incluem a Thompson/Center Contender.
A Plainfield Machine produziu carabinas M1 de 1960 a 1977, quando foi comprada pela Iver Johnson Corp, que os fabricou pelo menos até um modelo de 50 anos em 1993. O Taurus Raging Thirty e o AMT AutoMag III foram oferecidos em .30 Carbine.

Alguns exemplares do .30 Carbine fabricados em outros países
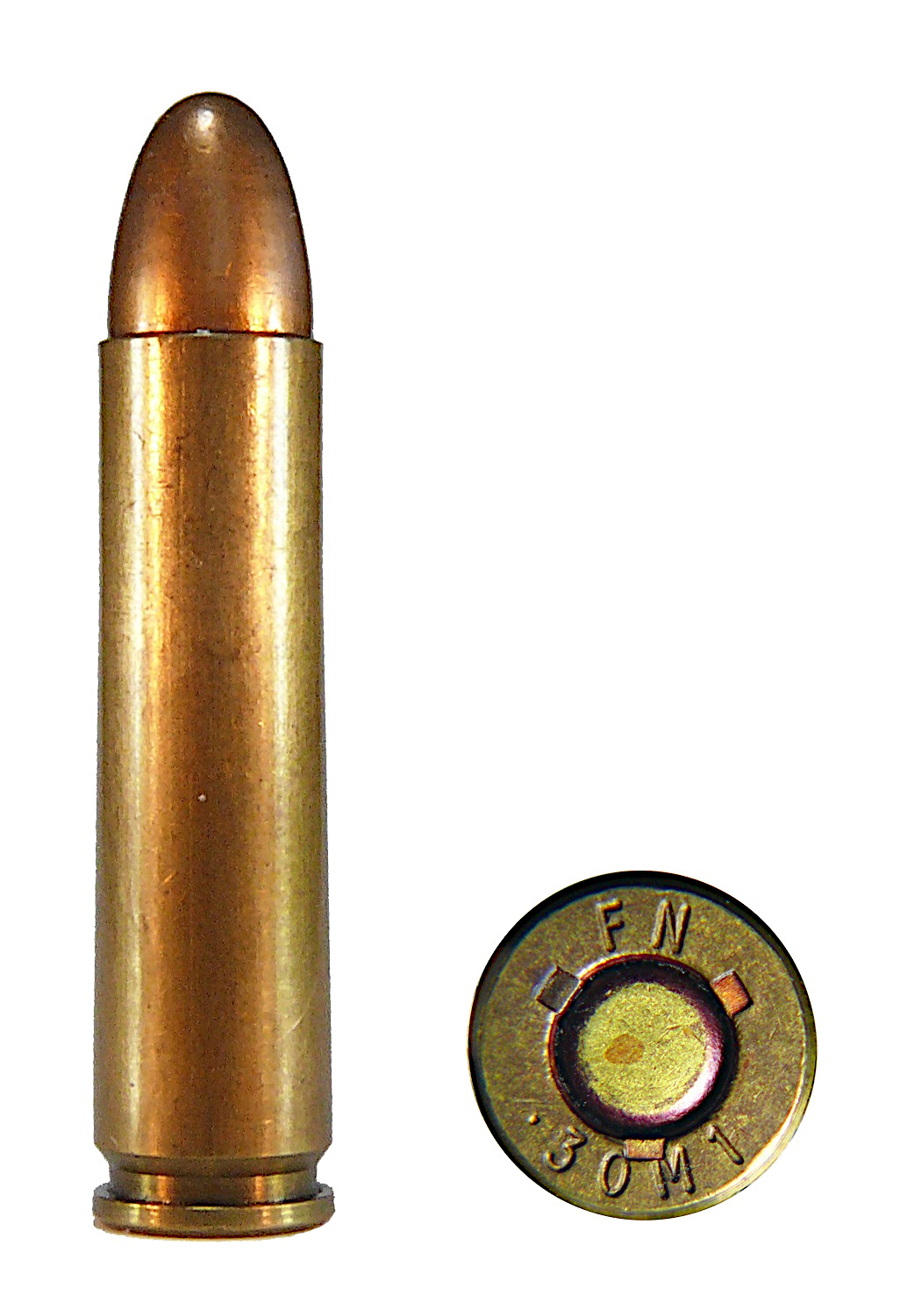
Balle M1 FN mfr. - Bélgica
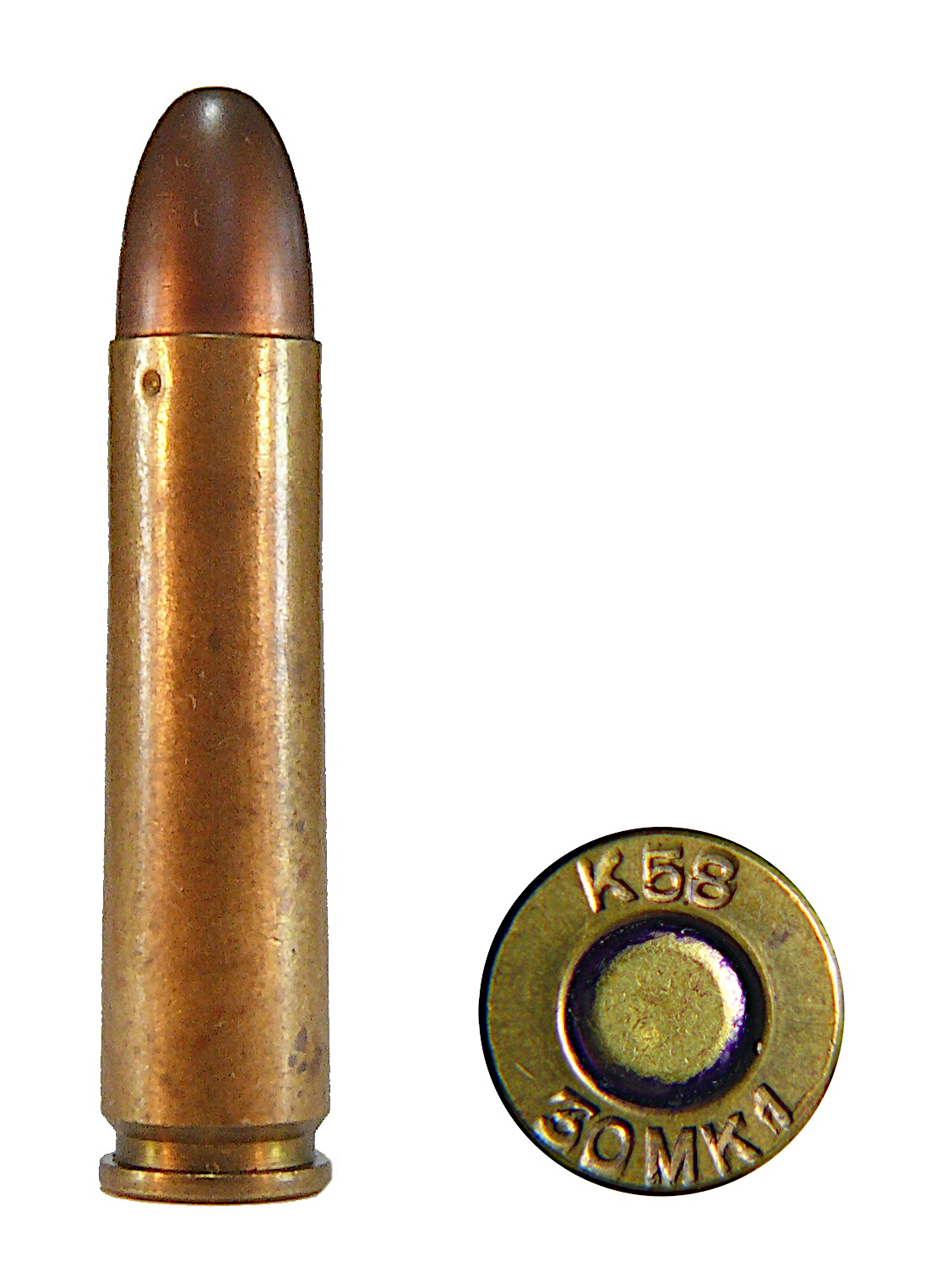
Ball Mk 1 Kynoch - Grã-Bretanha
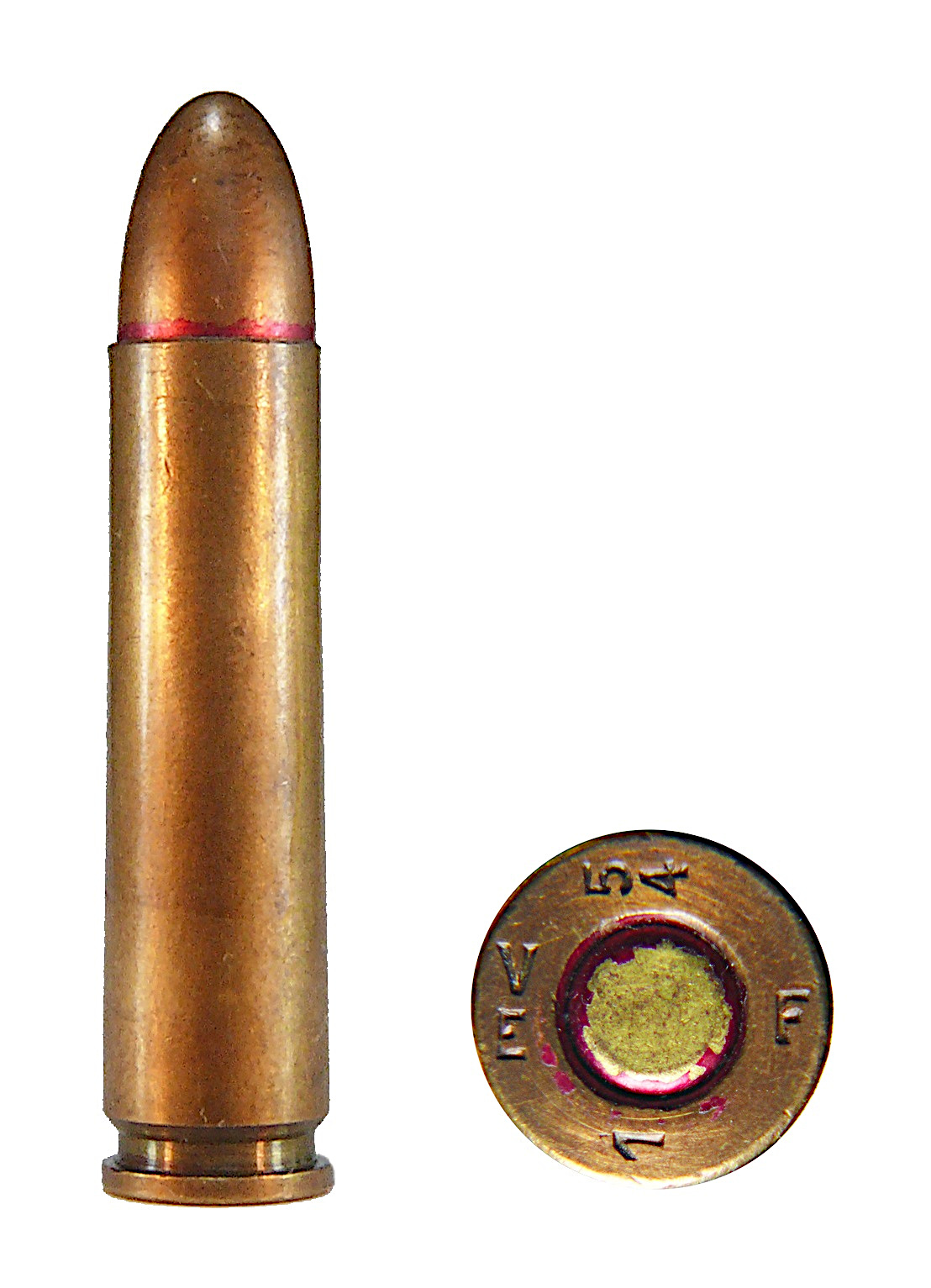
Balle Ordinaire Valence & Dives - França
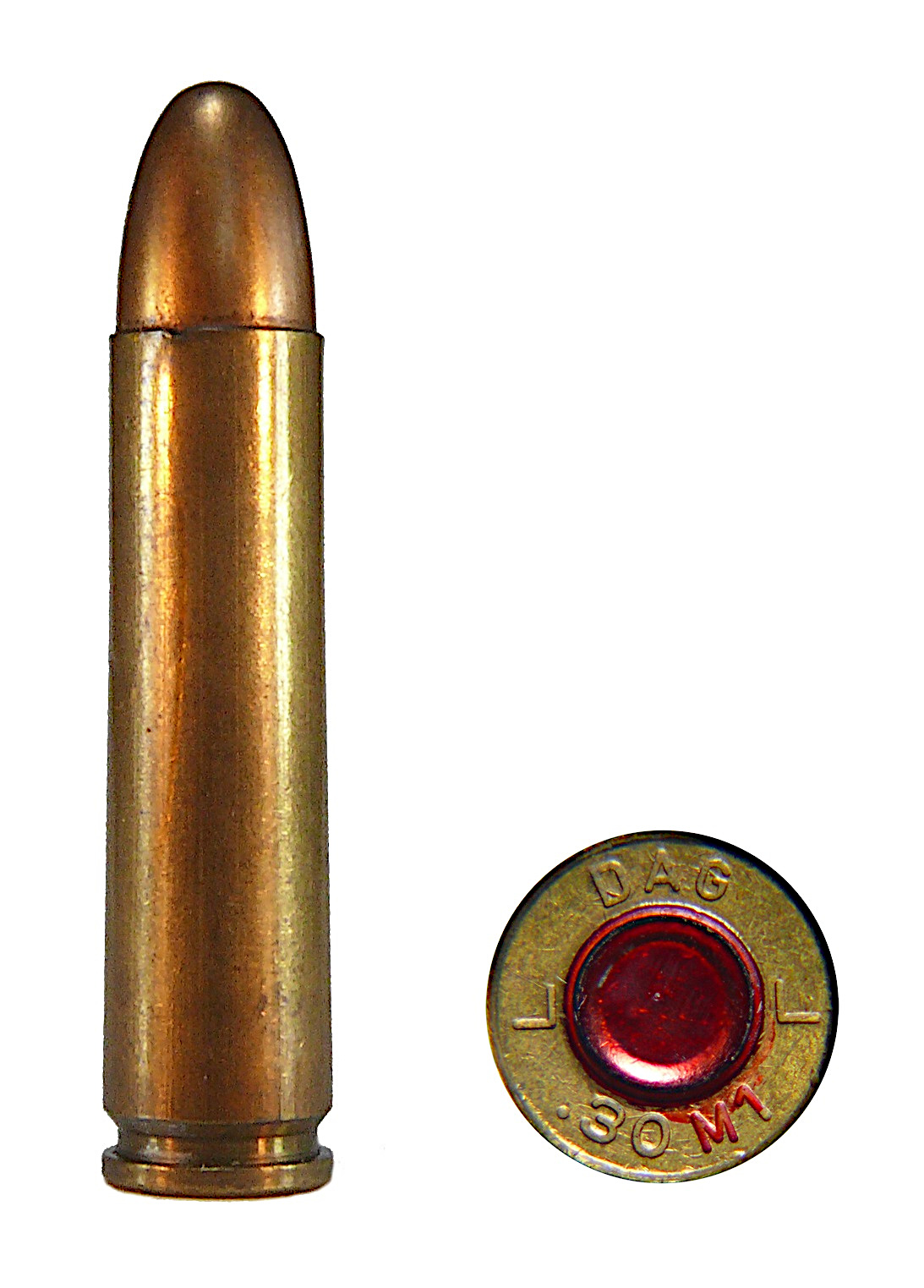
Patr M1 Weichern Dynamit AG - Alemanha

## Comparação
O .30 Carbine foi desenvolvido a partir do ".32 Winchester Self-Loading" usado em um rifle esportivo semi-automático. Uma bala ogival padrão para o .30 Carbine pesa 110 grãos (7,1 g); um cartucho carregado completo pesa 195 grãos (12,6 g) e tem uma velocidade de saída de 1.990 pés/s (610 m/s), dando-lhe 967 pés-lbf (1.311 joules) de energia quando disparada do cano de 18 polegadas da carabina M1.
Em comparação, o cartucho .30-06 M2 para rifle M1 Garand dispara uma bala pesando 152 grãos (9,8 g) a uma velocidade de saída de 2.805 pés/s (855 m/s) e 2.655 pés-lbf (3.600 joules) energia na "boca" do cano. Portanto, a carabina M1 é significativamente menos poderosa do que a M1 Garand. Outra comparação é um cartucho .357 Magnum disparado de um cano de rifle de 18", que tem uma faixa de velocidade de saída de cerca de 1.718–2.092 pés/s (524–638 m/s) com energias de 720–1.215 pés-lbf (976–1.647 J) para uma bala de 110 gr (7,1 g) na extremidade inferior e uma bala de 125 gr (8,1 g) na extremidade superior.
Como arma de caça, a carabina M1 é aproximadamente o equivalente a um rifle por ação de alavanca em .357 Magnum. A munição .30 Carbine "sporting" é recomendada de fábrica para a caça e controle de grandes predadores como raposas, javalis e coiotes. No entanto, as leis de caça de vários estados não permitem a caça de animais grandes (cervos, ursos ou javalis) com o .30 Carbine, seja diretamente pelo nome ou pela energia de saída mínima exigida.

Alguns exemplares do .30 Carbine menos comuns
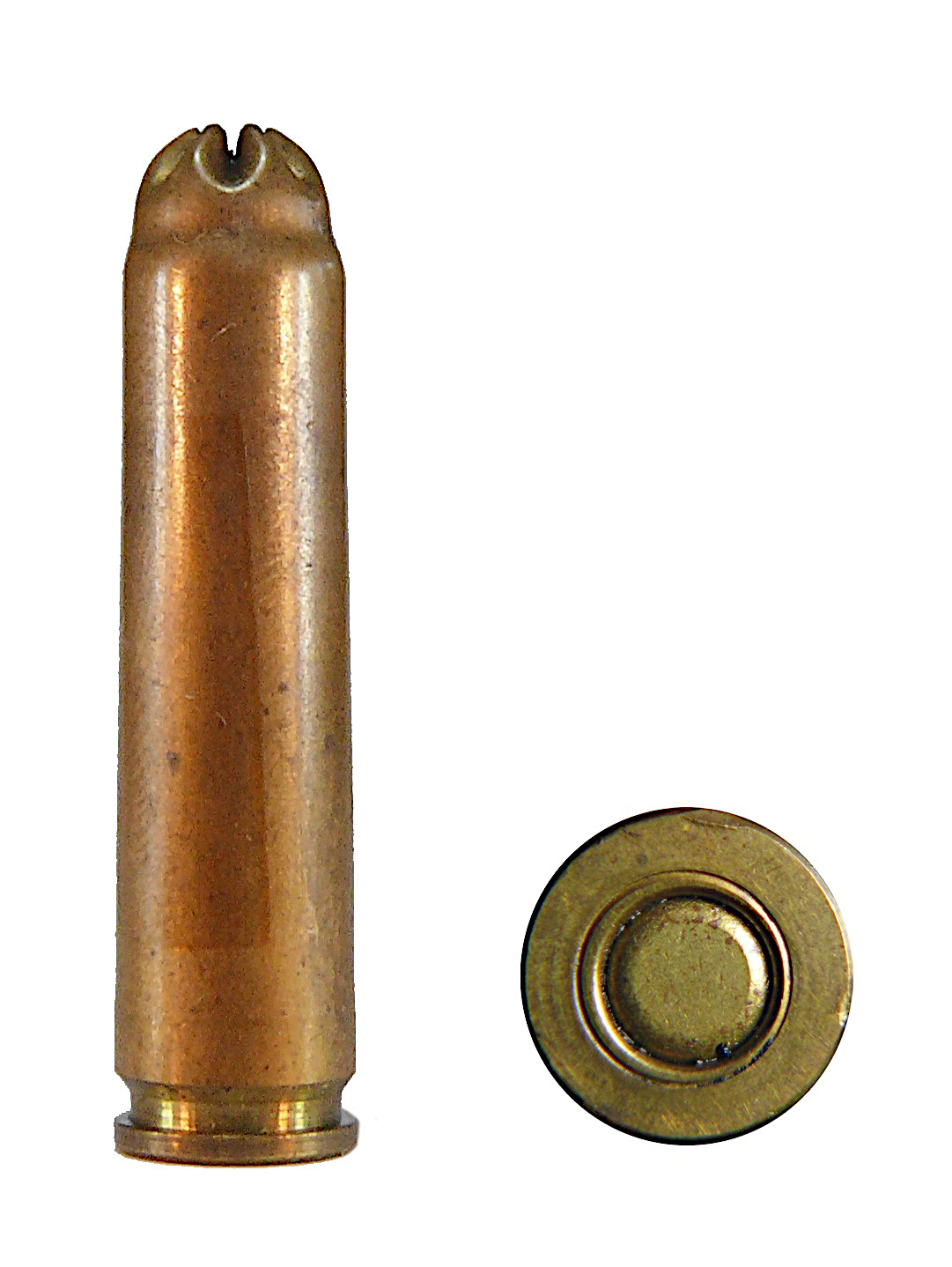
Blank Mk 1 Kynoch - Grã-Bretanha
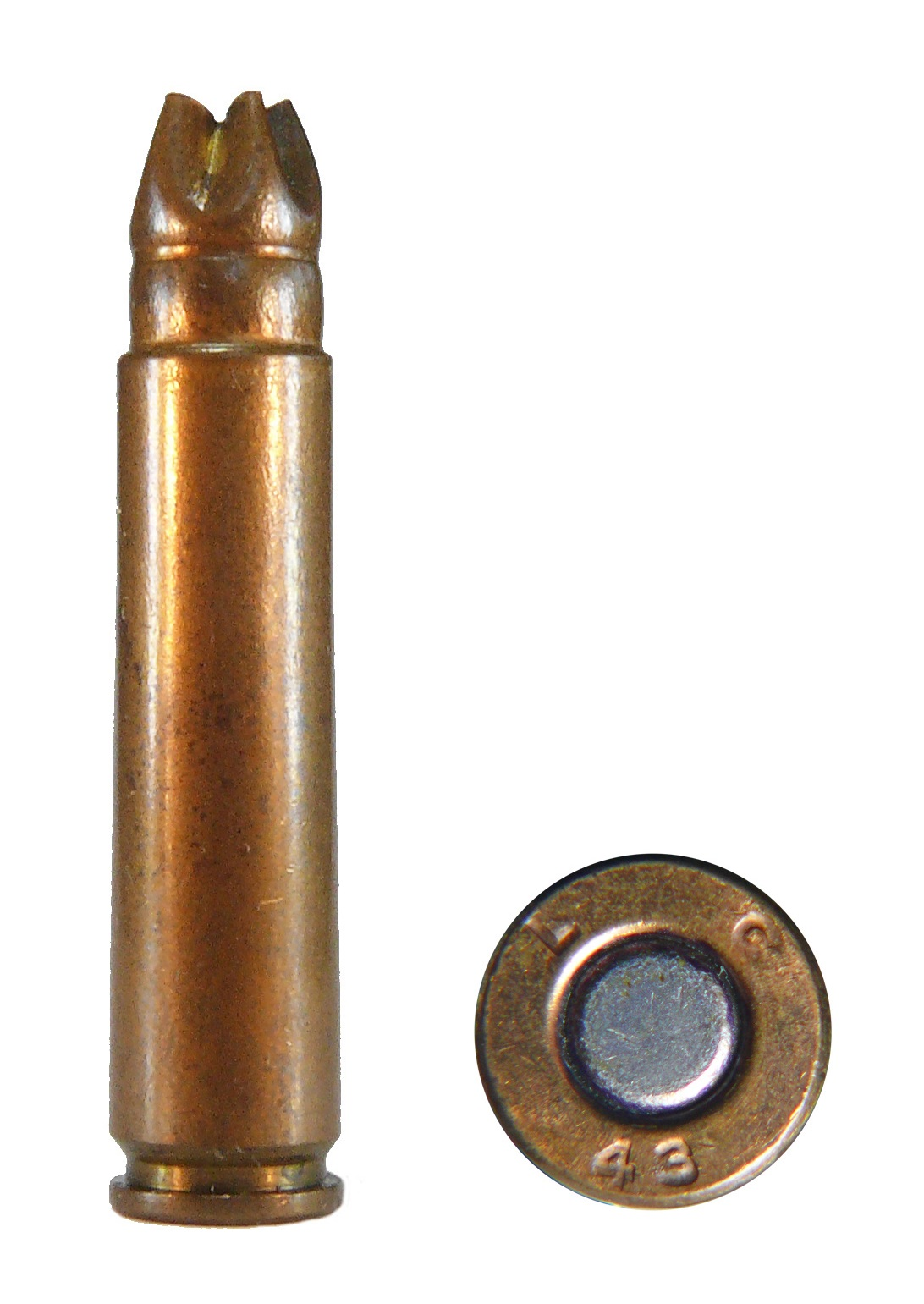
Grenade M6 Lake City - Estados Unidos
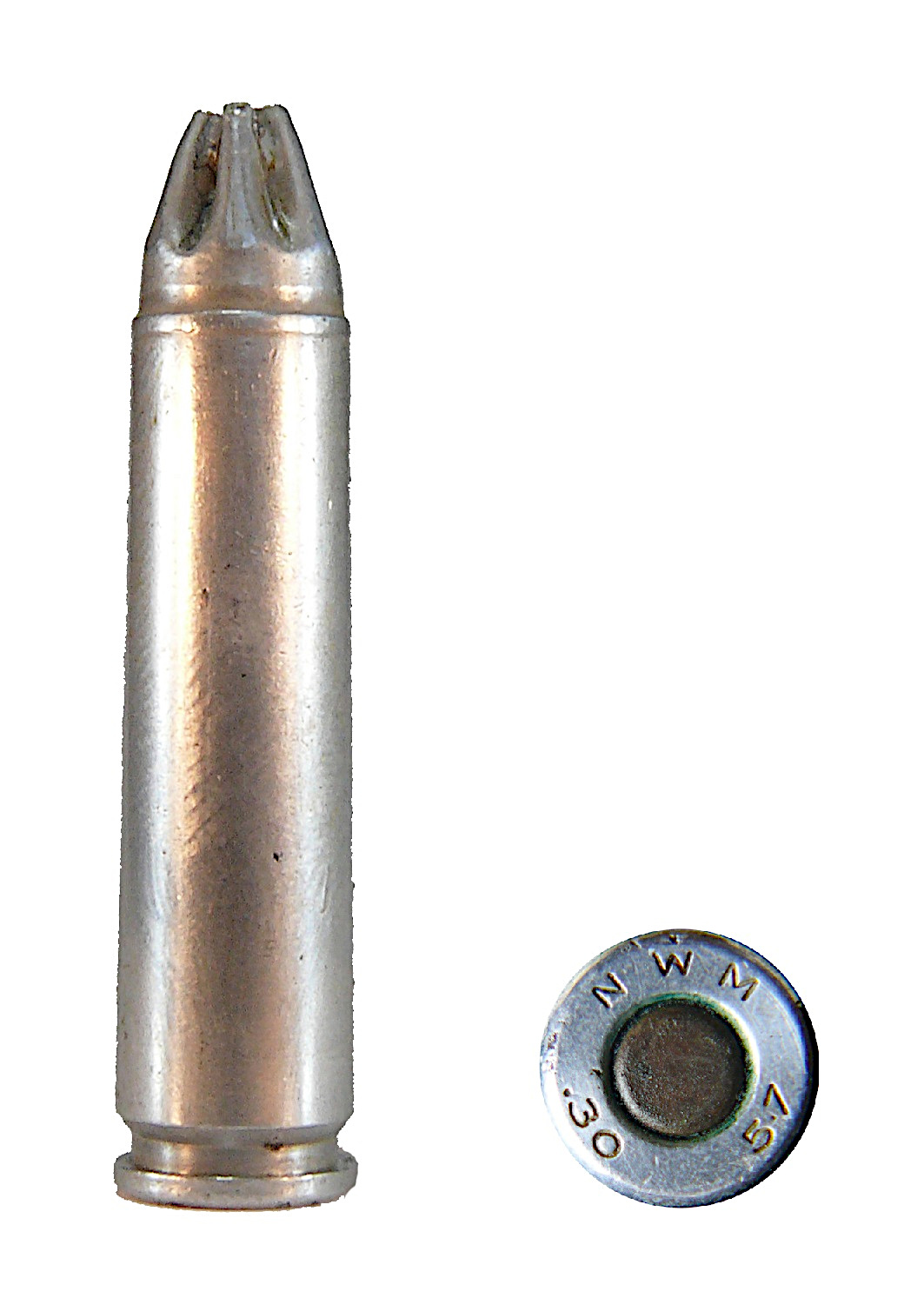
Los Karabjin Wagen u.Munitiefabrik - Holanda
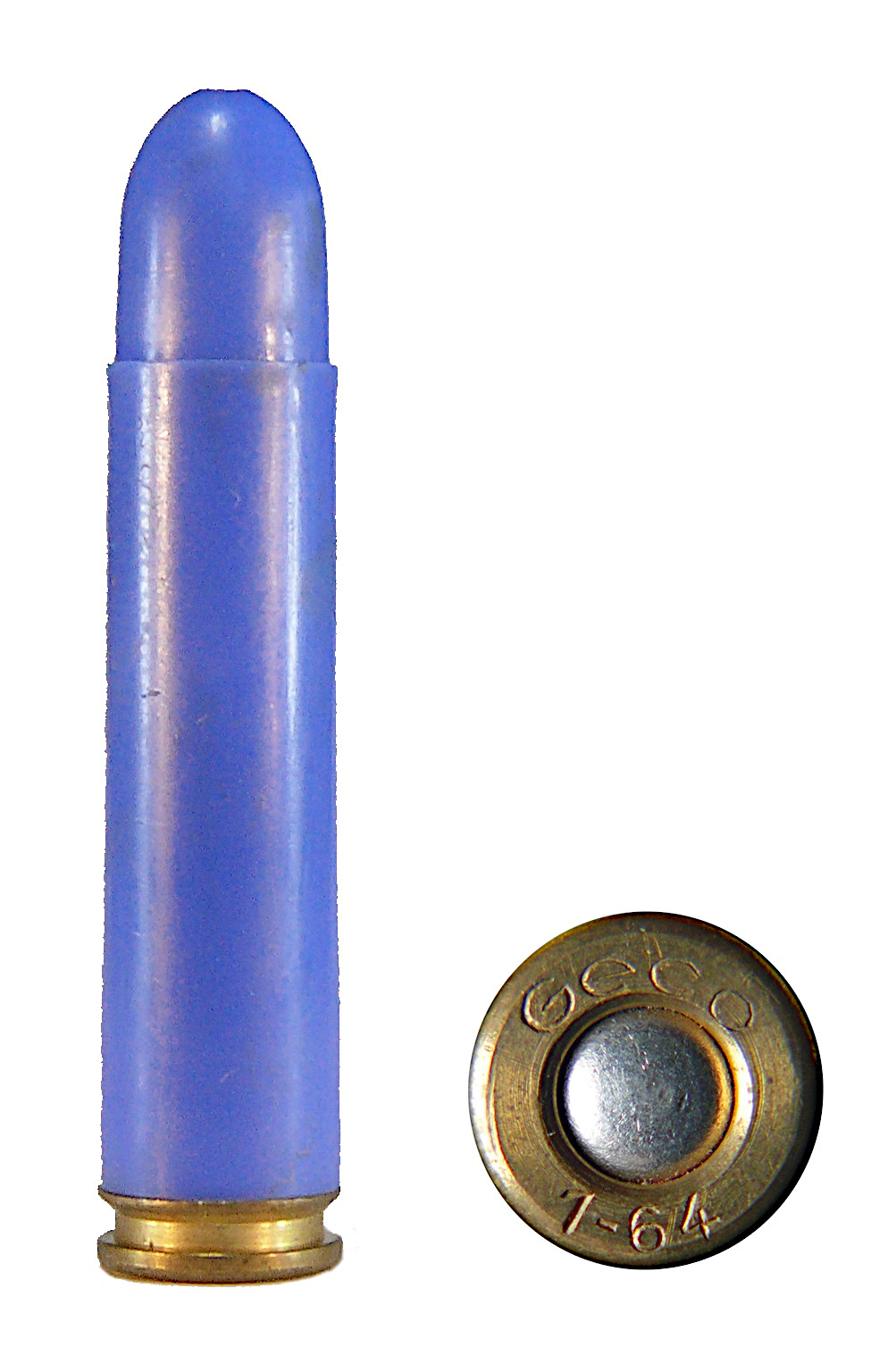
Plastiktrainingspatrone Gustav Genschow - Alemanha

## Armas que utilizam

### Rifles
- Alpine u.s. carbine
- Armalon AL30C
- Browning 1941 carbine
- CEAM Modèle 1950
- Carabina Chapina
- Carabina Cristóbal
- Excel Arms X30R
- FAMAE CT-30[11]
- Franchi LF-58
- Carabina Garand
- Hezi SM-1
- Carabina Hillberg
- IMI Magal
- Carabina M1
- Carabina M1944 Hyde
- Marlin Levermatic Model 62
- Southern Gun Company La-30
- Victor Sarasqueta STABLE/ARMU
- Taurus Carabina CT-30[11]
- Thompson Light Rifle
- Universal Arms .30 carbine

### Armas de mão
- AMT AutoMag III
- Excel Arms X-30
- Inland Manufacturing M30-P pistol
- Kimball (standard, target, aircrew)
- Ruger Blackhawk
- Taurus Raging Thirty
- Universal Enforcer

## Usuários
- Austrália: (décadas de 1950 a 1970, Exército e polícia austríacos)
- Baviera: (anos 1940-1950, guarda de fronteira)
- Brasil: (BOPE, PMESP)
- Camboja: (1967–1975)
- República Dominicana: (1950-1990)
- Etiópia:
- França: Segunda Guerra Mundial lend-lease, Primeira Guerra da Indochina e (1954–1962, Guerra da Argélia). Fabricado como o cartucho Modèle 50 pour Carabine.
- Alemanha: (guarda de fronteira alemã, algumas forças policiais e pára-quedistas do exército alemão (anos 1950-1960))
- Grécia: (Força Aérea Helênica (Grega) até meados da década de 1980)
- Indonésia: usado pelas Forças Armadas da Indonésia nas décadas de 1950 a 1960
- Israel: (1945–1957, Forças de Defesa de Israel; 1970 – presente, Polícia Israelense; 1974 – presente, guarda civil)
- Itália: (Carabinieri, a partir de 1992)
- Japão: (reserva policial nacional) (1950-1989)
- Libéria:
- Malásia:
- México: (departamentos de polícia e forças de segurança)
- Países Baixos: (anos 1940-1970, exército e polícia)
- Nicarágua: (década de 1960 até o presente, polícia e guarda de fronteira)
- Noruega: (Exército norueguês de 1951 a 1970, com algumas unidades da polícia norueguesa até a década de 1990)
- Filipinas: (pós-segunda guerra mundial)
- Coreia do Sul: (década de 1950 - atual, força de reserva)
- Suriname: (? –Presente, exército)
- Vietname do Sul: (anos 1950 a 1970)
- Taiwan: (República da China) (década de 1950 até o presente)
- Tailândia: conhecida localmente como "ปสบ.87"
- Reino Unido: Segunda Guerra Mundial Lend-Lease
- Estados Unidos: (anos 1940–70, forças armadas) e algumas agências de aplicação da lei (anos 1940 – presente)
- Vietname: (lotes capturados)